# Tippah County
Tippah County is een county in de Amerikaanse staat Mississippi.
De county heeft een landoppervlakte van 1.186 km² en telt 20.826 inwoners (volkstelling 2000). De hoofdplaats is Ripley.

## Bevolkingsontwikkeling

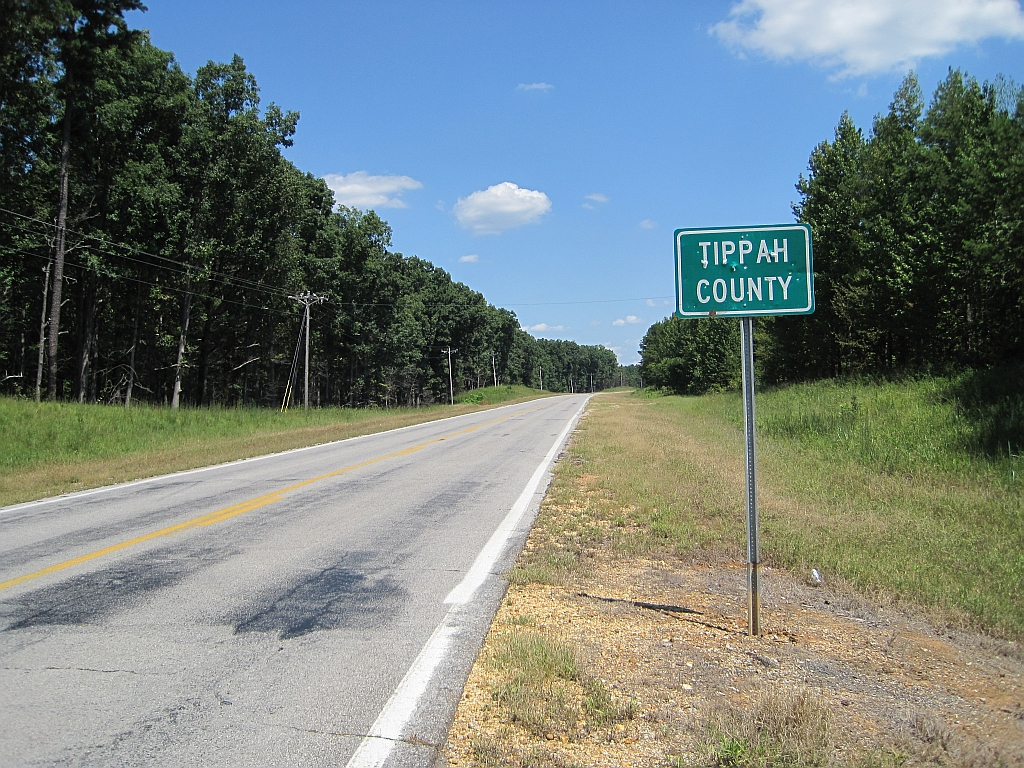
Tippah County